# 8615 Philipgrahamgood
8615 Philipgrahamgood è un asteroide della fascia principale. Scoperto nel 1979, presenta un'orbita caratterizzata da un semiasse maggiore pari a 2,5426800 au e da un'eccentricità di 0,2783102, inclinata di 5,77599° rispetto all'eclittica.
L'asteroide è dedicato allo statunitense Philip Graham Good.